# Palazzo Barbarigo alla Maddalena
Pour les articles homonymes, voir Barbarigo.
Le palais Barbarigo, Barberigo ou Palazzo Barbarigo alla Maddalena est un palais de Venise situé face au Grand Canal (près de l'embouchure du Rio de la Madalena) dans le sestiere de Cannaregio (N.A. 2252), en Italie.

## Description
Le palais a été restauré récemment[Quand ?]. Il est connu pour ses fresques extérieures partiellement conservées de Camillo Ballini. Les armes de la famille Barbarigo s'affichent entre la loggia et la première fenêtre de l'aile droite du second étage noble.